# Balkovci
Balkovci je naselje u slovenskoj Općini Črnomelju. Balkovci se nalazi u pokrajini Dolenjskoj i statističkoj regiji Jugoistočnoj Sloveniji. 

## Stanovništvo
Prema popisu stanovništva iz 2002. godine naselje je imalo 56 stanovnika.